# Eltonåsen
Eltonåsen är en tätort i Nannestads kommun i Akershus fylke i sydöstra Norge. Tätorten hade 1 456 i invånarantal den 1 januari 2022. 

## Bilder

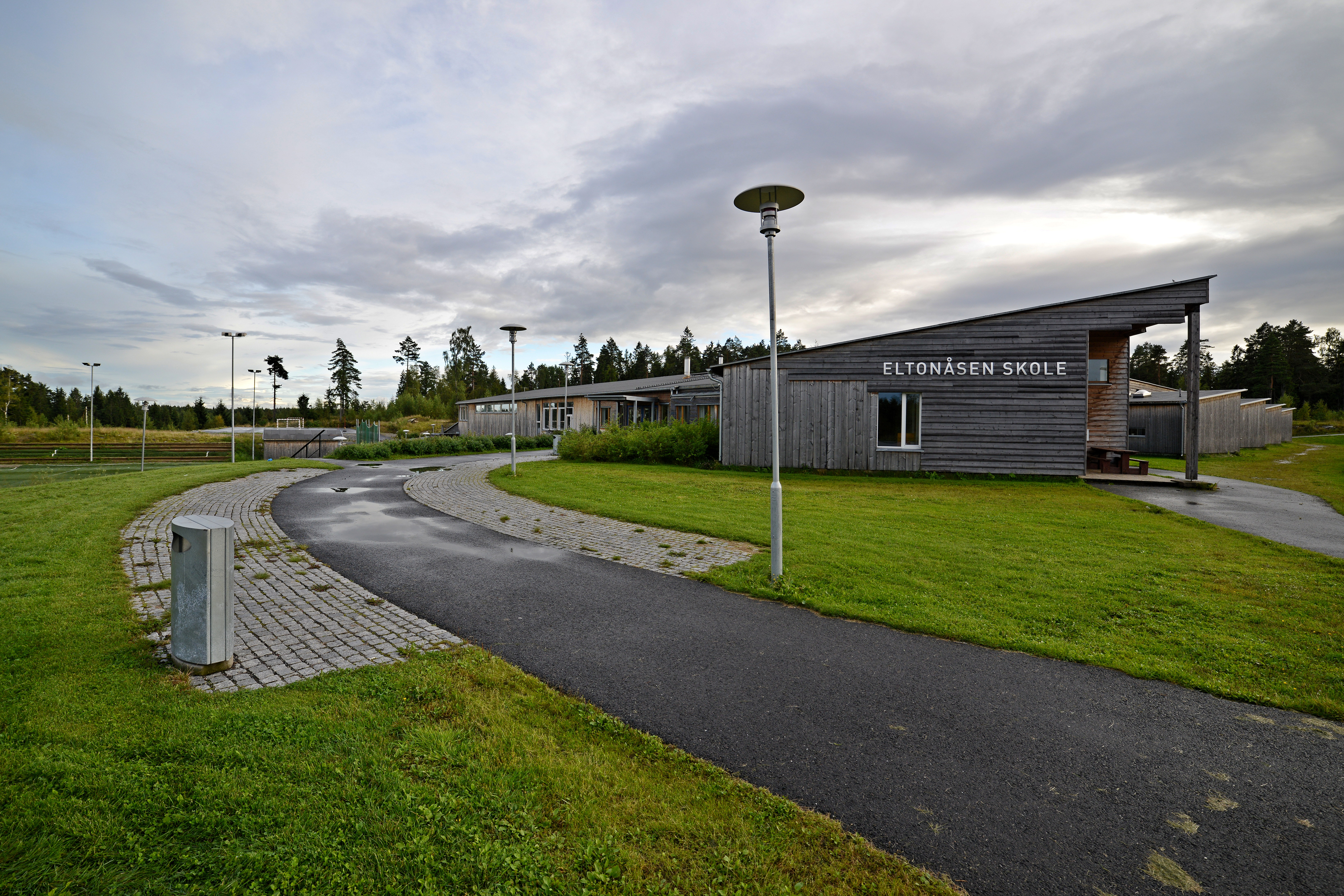
Eltonåsens skola.
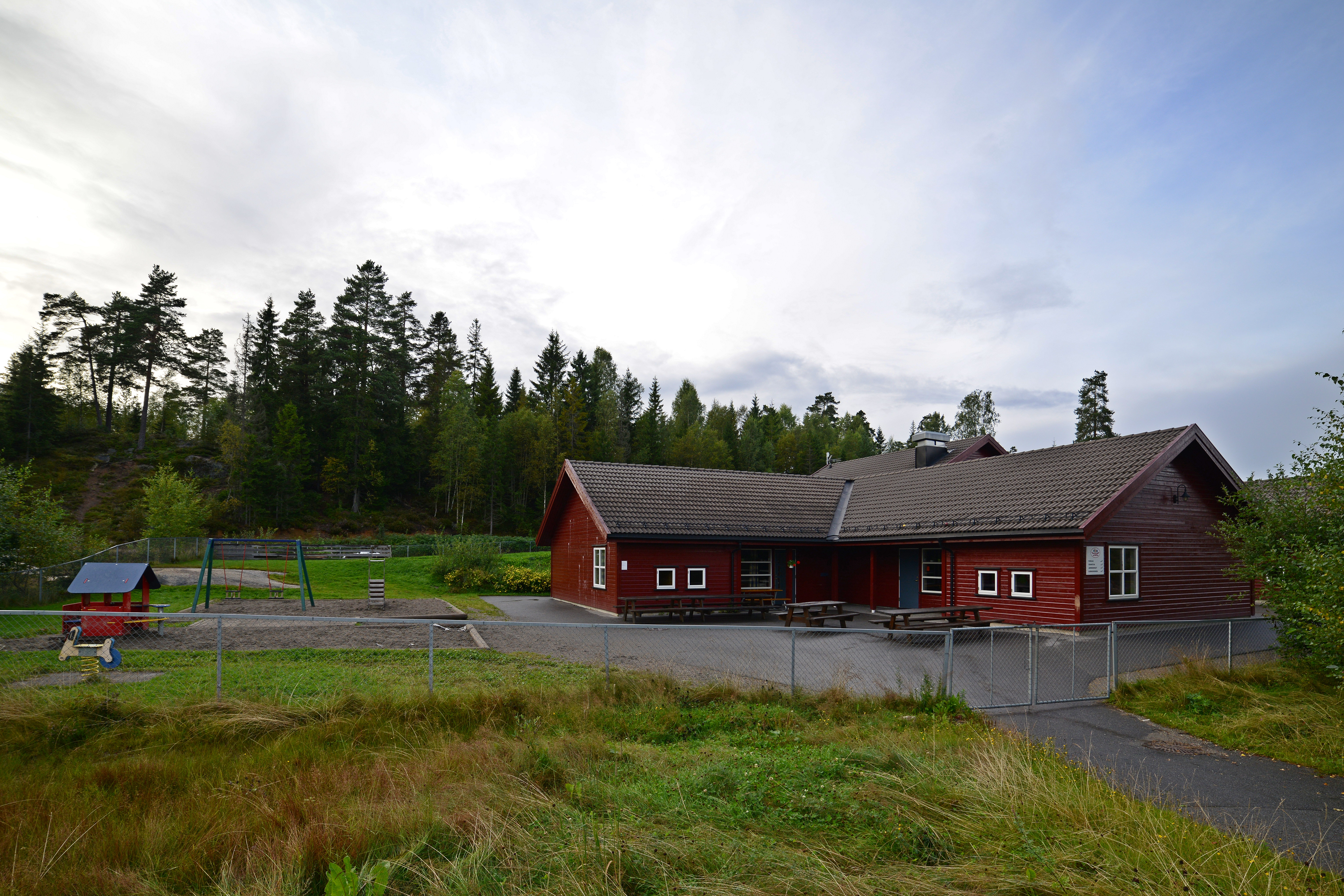
Eltonåsens förskola.